# Sorataea periodica
Sorataea periodica är en svampart som först beskrevs av Marjan Raciborski, och fick sitt nu gällande namn av Eboh & Cummins 1980. Sorataea periodica ingår i släktet Sorataea och familjen Uropyxidaceae.   Inga underarter finns listade i Catalogue of Life.